# Jezioro Łąkie (gmina Skępe)
Jezioro Łąkie – jezioro w Polsce, położone w województwie kujawsko-pomorskim, w powiecie lipnowskim, w gminie Skępe, na obszarze Równiny Urszulewskiej.